# Школа-ФЗУ в Родниках
Школа-ФЗУ в Родниках — здание (памятник архитектуры) школы фабрично-заводского ученичества, построенное в Родниках, в 1928—1929 годах, по проекту ивановского архитектора С. К. Жука. 
В настоящее время здание Родниковского политехнического колледжа, по почтовому адресу: площадь Ленина, дом № 12. Одно из наиболее интересных по стилистической интерпретации учебных зданий 1920-х годов в Ивановской области, которое сочетает приемы авангардной архитектуры и мотивы промышленного зодчества.

## История
В последней трети 1920-х гг. в Ивановской губернии начали строиться крупные здания школ и ФЗУ с расширенным набором различных помещений, рассчитанных на развитые учебные программы. В качестве авторов проектов выступали в основном местные архитекторы. Первые здания школ, построенные в это время, отличаются стилистической неоднородностью.
Строительство школы-ФЗУ в Родниках по проекту ивановского архитектора-художника С. К. Жука связано с перестройкой центра города. Так, во второй половине 1920-х — начале 1930-х при осуществлении нового архитектурного оформления площади Родников, бывшая Базарная площадь и улица Красная объединяются в единое протяженное пространство площади Ленина. Вокруг юго-восточной половины площади возникает комплекс крупных сооружений в формах конструктивизма. На юго-западной стороне площади, недалеко от одного из дореволюционных училищ в 1928—1930 гг. по проекту С. К. Жука строятся школа-ФЗУ и школа-семилетка. Примечательно, что в двух рядом стоящих учебных заведениях автор использует разную художественную стилистику. Так, школа-ФЗУ предстаёт в геометризованных формах авангардной архитектуры, соединённых с мотивами промышленного зодчества, тогда как школа-семилетка, построенная рядом, выполнена в более определённом конструктивистском ключе.
Занятия в новой школе начались весной 1930 года. Школа-ФЗУ готовила квалифицированных рабочих для местных предприятий. В период 1920-30 гг. школа подготовила и направила работать на комбинат «Большевик» около 5 тысяч человек. Многие стали руководителями участков и цехов, передовиками, новаторами производства, зачинателями стахановского движения в Родниках.

## Архитектура
Здание представляет собой в плане двухэтажное сооружение неправильной П-образной формы. В качестве основного материала при строительстве использовался кирпич, хотя большая часть поверхности стен была оштукатурены «под бетон», а отдельные элементы окрашены суриком.
Оформление фасада отличается подчеркнутым динамизмом, созданных благодаря пластике выступающих и заглубленных элементов стен, и варьированию рисунка световых проемов и межоконных лопаток. Так, крупные плоскости широких окон с мелкой расстекловкой сменяются узкими вертикальными проемами, помещенными в ниши. Двухэтажные лопатки, расставленные в межоконных простенках, трактованы то как пилястры, ограниченные вверху горизонталью упрощенного завершающего стену карниза, то как пилоны, выступающие над линией карниза и создающие вместе с угловыми огибающими пилонами своеобразный зубчатый силуэт школы. Такое оформление мощными пилонами предположительно отсылало к мотивам промышленного зодчества.
Три входа в здание подчеркнуты выступами ризалитов разной ширины, завершенных горизонтальными аттиками. Пластика стен подчеркнута темной окраской межоконных импостов, заглубленных по отношению к пилонам и ризалитам. В широком ризалите главного входа над дверным проемом нависает горизонтальный козырек, а выше расположен вертикальный витраж лестничной клетки.
В основе внутренней планировки школы — простая коридорная система с односторонним расположением разного размера классных комнат и мастерских, которые выходят на внешние фасады здания, тогда как широкий П-образный коридор-рекреация обращен в небольшой внутренний дворик, где разбит цветник.